# Bras du Nord (Rivière Valin)
Bras du Nord är ett vattendrag i Kanada.   Det ligger i provinsen Québec, i den östra delen av landet, 500 km nordost om huvudstaden Ottawa. Bras du Nord ligger vid sjön Lac Boudreault.
I omgivningarna runt Bras du Nord växer i huvudsak blandskog. Trakten runt Bras du Nord är nära nog obefolkad, med mindre än två invånare per kvadratkilometer.